# 糸島市立前原中学校
糸島市立前原中学校（いとしましりつ まえばるちゅうがっこう）は、福岡県糸島市篠原西二丁目にある公立中学校である。略称は「前中（まえちゅう）」。

## 沿革
- 1947年4月16日 - 開校式行われる。
- 1947年8月 - 糸島郡前原町・雷山村中学校組合を設立し許可をうける。
- 1948年4月 - 長糸村が学校組合へ正式加入決定。前原町・雷山村・長糸村中学校組合認可。
- 1948年7月 - 福岡県糸島郡前原町外2か村学校組合立糸島中央中学校と校名を改称する。
- 1948年10月 - 北運動場完成する。
- 1950年9月 - 南大運動場完成する。
- 1953年3月 - 講堂落成する。
- 1955年4月 - 福岡県糸島郡前原町立前原中学校と校名を改称する。
- 1957年2月 - 新校舎北側6教室できる。
- 1959年12月 - 新2階校舎9教室できる。
- 1961年4月 - 新2階校舎9教室できる。
- 1963年12月 - 新2階校舎6教室できる。
- 1966年3月 - 本館新築落成する。
- 1968年3月 - 特別教室（理科室・美術室・音楽室）できる。
- 1973年8月 - プール完成。
- 1974年4月 - 保健室できる。
- 1975年3月 - プレハブ3教室できる。
- 1975年9月 - プール修理。
- 1976年10月 - 用務員室の完成。
- 1977年1月 - 講堂の玄関の修理。
- 1977年3月 - 男子部室の改造終了。
- 1978年3月 - 運動場の整備（砂入れ）。
- 1978年6月 - 長糸校舎手洗施設設置。
- 1979年4月 - 前原東中学校の設立により、波多江小学校区からの通学生徒が前原中学校から別れて前原東中学校生徒となる。
- 1979年5月 - 校地境界フェンス工事完了。
- 1980年2月 - 火災　南校舎第3棟瓦葦2階校舎全（一部）半焼。
- 1980年4月 - プレハブ6教室竣工（リース教室）。
- 1980年6月 - 火災現場一部大修理、増改築開始。
- 1980年8月 - 南校舎第3棟瓦葦2階校舎竣工（約7千万円）。9月1日より使用。
- 1980年8月 - 焼却炉設置（80万円）。
- 1981年8月 - 長糸校舎床張り替え工事完了（7〜12組）。
- 1982年3月 - 裏門両側面フェンス工事完了。
- 1982年3月 - プレハブ2階6教室竣工。
- 1982年7月 - 正門道路側フェンス取り付け。
- 1982年7月 - 2年生北側校舎床板張り替え、窓枠をアルミサッシに改修。
- 1982年7月 - 運動場側フェンス完成。
- 1982年10月 - 掲示板設置（PTA販売活動利益金）。
- 1982年10月 - 講堂スピーカー基設置（PTA販売活動利益金）。
- 1983年 - 物品販売利益金で講堂引幕新調（PTA）。
- 1984年 - 運動場側面フェンス完成。
- 1984年 - 分離校前原西中学校の建設始まる。
- 1985年3月 - 分離校前原西中学校が新たに独立校として誕生する。
- 1985年9月 - 新生前原中学校として遅刻ゼロ3日を達成。常時活動の基礎を築く。
- 1987年3月 - 体育館竣工する。
- 1988年6月 - PTA奉仕により、玄関前に花壇を設置する。
- 1990年3月 - 武道場、部室竣工する。
- 1990年3月 - プール竣工する。
- 1990年7月 - 軽金属製自転車置場設置する。
- 1991年3月 - 鉄筋4階建校舎竣工する。
- 1991年6月 - 南校舎2階建て棟の1階を木工室・調理室に改築する。
- 1992年10月 - 市制施行により、校名を福岡県前原市立前原中学校と改称する。
- 1993年2月 - 鉄筋2階建て特別教室棟の大規模改修。
- 1993年7月 - 鉄筋2階建て管理棟の大規模改修。
- 1996年9月 - 玄関・事務室・研修室設置。
- 1997年11月 - 創立50周年記念式典　「ふれあい広場」設置。
- 1998年4月 - 前原市特色ある学校づくり補助金による「花いっぱい運動」実施。
- 1998年12月 - 第1回「校内ロボットコンテスト」開催。
- 1999年4月 - 文部科学省の研究開発校指定。
- 1999年8月 - 校訓石碑設置（PTA）。
- 2000年10月 - 文部科学省研究開発校研究発表会。
- 2001年6月〜 - 文部科学省研究。
- 2002年2月 - 開発定期公開（年10回）。
- 2004年1月 - 第4回創造アイディアロボットコンテスト全国中学生大会で優勝。
- 2007年11月 - 給食室・運搬用エレベーター完成。
- 2008年1月 - 自校民営による完全給食開始。
- 2010年1月1日 - 糸島市発足により、校名を福岡県糸島市立前原中学校と改称する。

## 教育目標
前原中学校は以下の5つを目標とし教育を行っている。
- 自ら考え、正しく判断できる生徒
- ねばり強く最後までやりぬく生徒
- 礼儀正しい生徒
- 基本的生活態度をもち、責任感のある行動がとれる生徒
- 思いやりをもって仲よく助け合う生徒

## 校訓
前原中学校の校訓は以下の通りである。
- 自主
- 合理
- 勤勉

## 生徒会
前原中学校生徒会には以下の3つの議決機関が置かれる。
- 生徒総会（大会）
- 全校協議会
- 学年協議会

また、執行機関として、以下の6つが置かれる。
- 総務委員会 - 生徒会運営全般の中心として、その企画庶務などをする（会長1名・総務4名）。
- 拡大総務委員会 - 生徒会執行業務にかかわる連絡、調整、総務、各専門委員長及び学年執行部。
- 専門委員会 - 生活・学習・整美・文化・図書・健康の6つ。
- 学年執行部 - 学年長・副学年長・書記で構成され、指導や各学年の活動を進めていく。
- 特別委員会 - 選挙管理委員会のこと。第3学年執行部によって構成され、正副委員長（各1名）が選挙に関する一切の決定と執行にあたる。
- ホームルーム - ホーム長（男女各1名）が置かれ、学級自治・生徒会活動向上のための問題を話し合い計画をたてて実行する。なおホーム長の他に生活・学習・整美・文化・図書・健康の6つの役員が男女各1名ずつ置かれる。

## 部活動
運動部
- 野球部
- バスケットボール部
- バレーボール部
- ソフトボール部
- バドミントン部
- サッカー部
- 卓球部
- 水泳部
- 陸上競技部
- 剣道部
- 柔道部

文化部
- 吹奏楽部
- 技術部
- 美術部
- 家庭部
- 学習部

2015年度の中体連で陸上競技部は全国大会に5種目進出している